# D-A-D

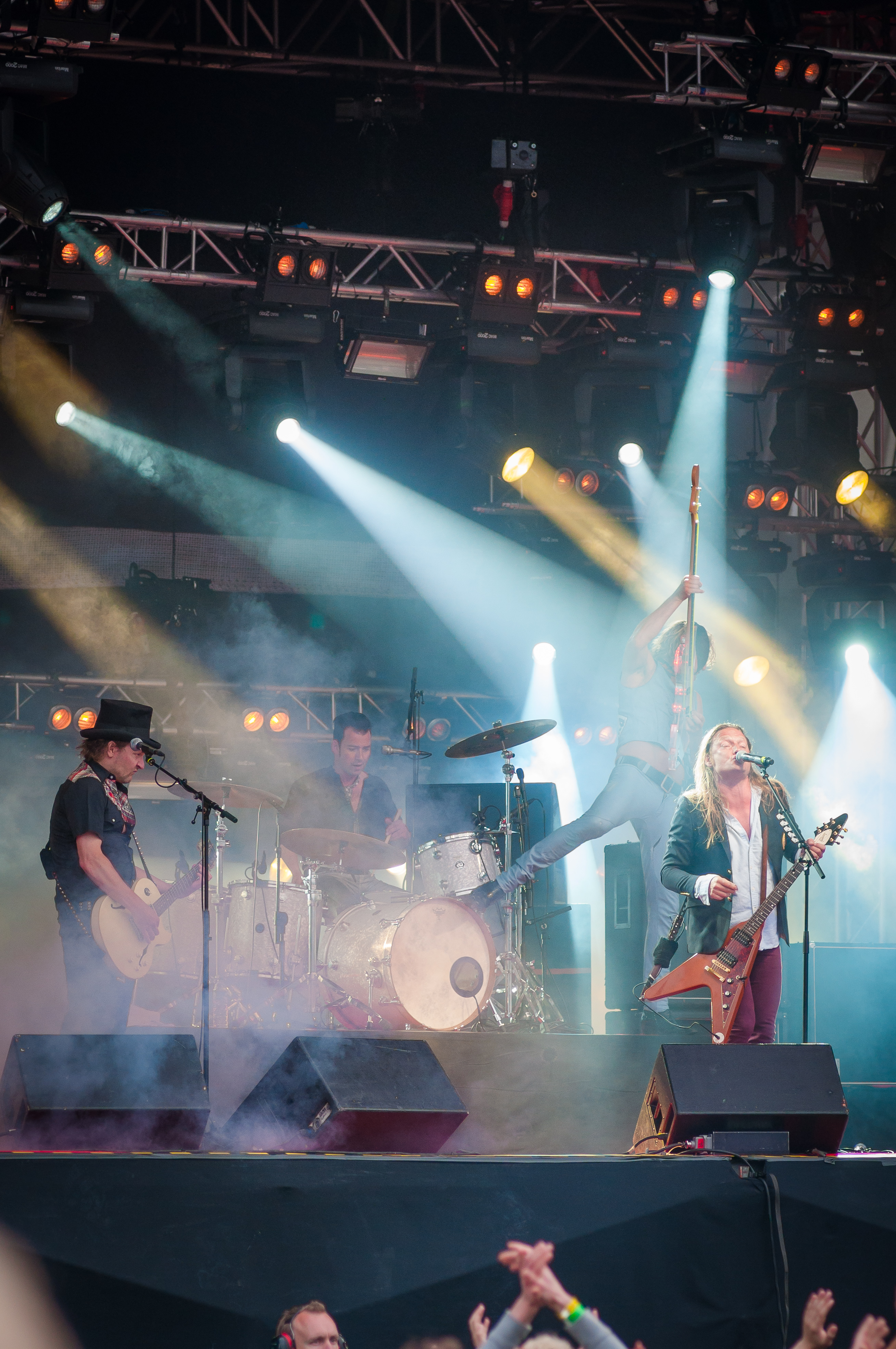
D-A-D live i Finland 2012.

D-A-D, tidigare Disneyland After Dark, är ett danskt rockband bildat 1982.

## Biografi
Bandet bildades i Köpenhamn i Danmark 1982 under namnet Disneyland After Dark. 
3 mars 1984 räknar bandet som sitt födelsedatum, när de för första gången hade med Jacob Binzer på gitarr, och de alla gjorde sin första spelning på Musikcaféen i Köpenhamn.
D-A-D släppte sin första EP 1985 och har sedan dess spelat tillsammans, förutom trummisen Peter Lundholm Jensen som byttes ut 1999 mot den nuvarande trummisen Laust Sonne.
När gruppen blev känd internationellt 1989 blev de tvungna att byta namn av upphovsrättsskäl. De bytte namn till D.A.D. för att inte bli stämda av Walt Disney Company. 1995 bytte de stavning till D:A:D för att göra det mer uppenbart att det är en förkortning. Även 2000 bytte de stavning, till det nuvarande D-A-D, som är mer internetvänligt (inte minst för deras webbadress).
D-A-D:s album Monster Philosophy gavs ut den 10 november 2008. Produktionen har överlåtits på Joshua som bland annat jobbat med Kent. Våren 2008 spelades grundspåren in i Long Branch på New Jersey i USA och det resterande materialet spelades in i Mansion Studiet i Köpenhamn. Det nya albumet var bandets tionde plattsläpp.
D-A-D:s album DIC.NII.LAN.DAFT.ERD.ARK släpptes 2011.

### Dokumentär
En dokumentären om D-A-D hade premiärvisning på de danska teatrarna den 10 oktober 2008. Filmen är regisserad av Thorleif Hoppe(da), som är lite av en femte medlem för de hängivna fansen och bandet själva. Dokumentären heter "True believer", där man går igenom 25 år om det danska bandet.

### Spelningar
1998 spelade de i Västerås, Kamera, 2004, 2010, 2022 och 2025 på Sweden Rock Festival i Norje, Sölvesborg. 2000, 2005 och 2007 spelade de på Roskildefestivalen. 2009 spelade de på Rockweekend i Kilafors. 2010 framträdde de på Gatufesten i Sundsvall och kom till Peace & Love i Borlänge och Sweden Rock Festival. I maj 2016 spelade bandet på Urock, som inträffade dagen före Brännbollsyran i Umeå.

## Medlemmar
- Jesper Binzer (sång, gitarr, banjo)
- Jacob Binzer (gitarr, keyboard)
- Stig Pedersen (sång, elbas)
- Laust Sonne (trummor, slagverk) 1999–

### Tidigare medlemmar
- Peter Lundholm Jensen(da), trummor 1982–1999

## Diskografi
- 1986 – Call of the Wild
- 1987 – D.A.D. Draws a Circle
- 1989 – No Fuel Left for the Pilgrims
- 1990 – Osaka After Dark (live)
- 1991 – Riskin' It All
- 1995 – Helpyourselfish
- 1997 – Simpatico
- 1998 – Psychopatico (live)
- 2000 – Everything Glows
- 2002 – Soft Dogs
- 2005 – Scare Yourself
- 2006 – Scare Yourself Alive (live)
- 2008 – Monster Philosophy
- 2011 – DIC.NII.LAN.DAFT.ERD.ARK
- 2014 – DISN30LAND AF30R D30K
- 2019 – A Prayer For The Loud
- 2024 – Speed of Darkness

## Dokumentärfilmer om bandet
- 2005 – Scare Yourself Special DVD edition – i denna följde det med lite utöver standard CD the making of + bonus videos and liveshit
- 2008 – True Believer – om bandets 25 år i musikbranschen